# Zabrišće
Zabrišće är en ort i Bosnien och Hercegovina.   Den ligger i entiteten Federationen Bosnien och Hercegovina, i den sydvästra delen av landet, 110 km väster om huvudstaden Sarajevo. Zabrišće ligger 743 meter över havet och antalet invånare är 4 261.
Terrängen runt Zabrišće är varierad. Närmaste större samhälle är Livno, 6,5 km nordost om Zabrišće. 
Omgivningarna runt Zabrišće är en mosaik av jordbruksmark och naturlig växtlighet. Runt Zabrišće är det ganska tätbefolkat, med 93 invånare per kvadratkilometer.